# هاتسونه میکو
هاتسونه میکو (ژاپنی: 初音ミク هپبورن: Hatsune Miku, [hatsɯne miꜜkɯ]) که اسم رمزی‌اش CV01 است، یک نرم‌افزار بانک‌صوتی وکالوید می‌باشد که توسط کریپتون فیوچر مدیا و شخصیت انسان‌انگارانه رسمی‌اش، یک دختر ۱۶ ساله با موی دم دوقلویی فیروزه‌ای توسعه‌یافته است. در واقعه شاید هاتسونه میکو یک دختر انیمه ای بنظر بیاد،اما در واقعه هاتسونه میکو یکی از وکالویو هاست. بجز هاتسونه میکو وکالوید های دیگری هم وجود دارد.